# شطرنج الحاسوب

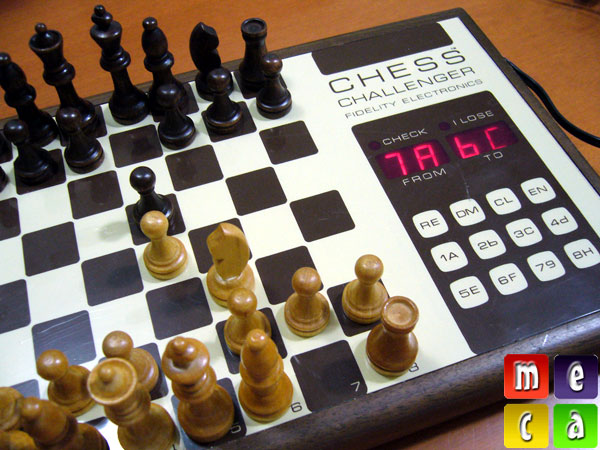

الشطرنج بالحاسوب أو شطرنج الحاسوب ويشمل كلا من الأجهزة (أجهزة الحاسوب المتخصصة) والبرامج القادرة على لعب الشطرنج، ويوفر الشطرنج فرصًا للاعبين للتدرب في حالة عدم وجود خصوم بشريين، كما يوفر فرصًا للتحليل والترفيه.
كما توجد بعض تطبيقات الشطرنج الحاسوبية التي تلعب على مستوى أساتذة الشطرنج أو أعلى بقليل يمكن تحميلها على كافة أنواع الأجهزة الإلكترونية من أجهزة الحاسوب الفائقة القدرة إلى الهواتف الذكية. و تتوفر أيضًا آلات للعب الشطرنج على اللوحة.  وتوجد تطبيقات للعب الشطرنج مثل ستوكفيش وجنو تشيس وفروت وغيرها الكثير من التطبيقات المجانية.
تستخدم تطبيقات الشطرنج الحاسوبية، طريقة مختلفة عن البشر لاختيار حركاتها: فهي تستخدم طرقًا إرشادية لإيجاد الحركة وتقييمها، وتحاول إيجاد أفضل تسلسل ممكن للحركات من الوضع الحالي، ثم تحاول تنفيذ أثناء اللعب، عادة ما تكون هذه الخطط مكونة من عدد كبير جدًا من التفرعات الممكنة، من آلاف إلى ملايين الحركات المحتملة، ولذلك فإن سرعة المعالج العالية لأجهزة الحاسوب الحديثة، هو ما يجعل هذه الطريقة فعالة، نظرًا لقدرتها على معالجة عشرات الآلاف إلى مئات الآلاف من الإحتمالات أو أكثر في الثانية، بالإضافة إلى تقييمات التمديد والاختزال التي تضيق عدد الحركات المحتملة لتوقع حركات الخصم الجيدة.
وظهرت أولى الآلات القادرة على لعب الشطرنج في خمسينيات القرن الماضي، وكانت عبارة عن برامج تعمل على أجهزة الحاسوب الرقمية، ولعبت أداءً سيئًا لدرجة أن لاعبي الشطرنج المبتدئين كانوا قادرين على هزيمتها، وقد بلغ التطور الحاصل على محركات الشطرنج اقصاه، في عام 1997م، وبالأخص التي كانت تعمل على أجهزة الحاسوب العملاقة والأجهزة المتخصصة لدرجة أن الأخيرة كانت قادرة على هزيمة أفضل اللاعبين من البشر،  وفي عام 2010م، صرح مونرو نيوبورن، أستاذ علوم الحاسوب «الحواسيب لا تهزم»،  ومع ذلك، فإن حساب لعبة الشطرنج كاملة بكافة حركاتها ووضعياتها، أمر غير ممكن حاليًا حتى بالنسبة لأحدث أجهزة الحاسوب نظرًا للعدد الهائل من التفرعات المحتملة في اللعبة.

## مدى المهارة
صُنِعت آلات أو برامج الشطرنج بعدة أشكال مختلفة: مثل آلات الشطرنج المستقلة (عادةً ما تكون معالجًا دقيقًا يقوم بتشغيل برنامج شطرنج، ولكن في بعض الأحيان تعمل كجهاز متخصص)، وبرامج تعمل على الحواسيب القياسية، ومواقع الويب، وتطبيقات الأجهزة المحمولة، والمتطلبات التي تحتاجها هذه البرامج ضئيلة للغاية: لا يزيد حجم التطبيقات عن بضعة ميغا بايتات على القرص، وتستخدم بضعة ميغا بايت من الذاكرة (ولكن يمكن أن تستخدم ذاكرة أكثر من ذلك بكثير، إذا كانت هناك مساحة فارغة)، ويكفي لتشغيلها المعالج الذي تبلغ سرعته 300 ميجا هرتز أو أسرع، وقد يختلف أداءها بشكل بسيط بأختلاف سرعة المعالج، ولكن تعد الذاكرة المتوفرة على الجهاز، أكثر تأثيرًا على الأداء من سرعة المعالج.
معظم برامج وآلات الشطرنج التجارية المتاحة ذات سرعة لعب فائقة (ELO 2700 أو أكثر)، وتستفيد من بنى وحدة المعالجة المركزية للحاسوب متعددة النواة وفائقة الترابط، وتستطيع أفضل التطبيقات مثل ستوكفيش أن تهزم ابطال العالم، ويمكن التحكم في معظم محركات الشطرنج من خلال واجهة المستخدم الرسومية، لتغيير قوة اللعب أو الوقت أو الإعدادات الأخرى المتعلقة بالأداء، كما تسمح معظم واجهات المستخدم الرسومية للاعب بإعداد المسائل وتعديلها، وارجاع الحركات، وعرض التعادل وقبوله (والانسحاب)، كما تحتوي وظيفة «مساعدة» للتوصية بنقلة معينة عندما يكون اللاعب في حالة شك، وإظهار تحليل المحرك لتوضيح تقدم اللعبة.
كما أن بعض محركات الشطرنج مثل سرجون وايبولت وستوكفيش وكرافتي وفروت وجنو تشيسث يمكن تنزيلها (أو الحصول على الكود المصدري بطريقة أخرى) من الإنترنت مجانًا.

## أنواع ومميزات برامج الشطرنج
أكثر أنواع تطبيقات الشطرنج شيوعًا هي البرامج التي تلعب الشطرنج، يقوم اللاعب بحركة على اللوحة، ثم يحسب الذكاء الاصطناعي أفضل حركة وينفذها، وتستمر المباراة حتى ينسحب اللاعب أو يقوم أحد الطرفين بتنفيذ كش مات، أحيانًا يكون محرك الشطرنج، الذي يحسب الحركات، وواجهة المستخدم الرسومية (GUI) برامج منفصلة، ويمكن استيراد مجموعة متنوعة من المحركات إلى واجهة المستخدم الرسومية، بحيث يمكنك اللعب بأنماط مختلفة ومستويات صعوبة متنوعة، وغالبًا ما تحتوي المحركات على واجهة سطر أوامر نصية بسيطة بينما تقدم واجهات المستخدم الرسومية مجموعة متنوعة من القطع وأنماط اللوحة واحيانًا القطع ثلاثية الأبعاد والرسوم المتحركة، ونظرًا لقوة المحركات الحديثة، فقد توفر المحركات أو الواجهات الرسومية طريقة ما للحد من قوة المحرك، لإعطاء اللاعب فرصة أفضل للفوز، وقد تحتوي محركات واجهة الشطرنج العالمية (UCI) مثل فريتز وريبكا على آلية مدمجة لتقليل تصنيف Elo للمحرك، كما تحتوي بعض إصدارات فريتز على وضعين للصعوبة لتحديد مهارة محرك الشطرنج أو لتغيير نسبة الأخطاء التي يرتكبها أو لتغيير أسلوبه، كما يوجد وضع يعتمد فيه أداء المحرك على مهارة اللاعل.
وتتيح قواعد بيانات الشطرنج للمستخدمين البحث في المباريات السابقة، وتحليلها، والتحقق من الإحصائيات، وإعداد خطة افتتاحية، ويعد تشيس باس (يعمل مع الحواسيب الشخصية) هو البرنامج الأكثر استخدامًا لهذا الغرض من قبل اللاعبين المحترفين، ولكن هناك بدائل أخرى  لأنظمة التشغيل ويندوز أو ماك أو لينكس، و (إرهارد كلب تشيس ماستر) لنظام اندرويد.
كما تتيح بعض البرامج مثل بلي تشيس مواجهة لاعبين آخرين عبر الإنترنت.
كان لدى تشيس ماستر دروس مسرحية بواسطة جوش وايت كين ولاري كرستان.  يقدم ستيفان ماير كاهلين مدرسًا لتعليم خطوات الشطرنج استنادًا إلى الكتب الدراسية لـ روب براينا وكور فان ويجيردن.  أصدرت شركة بلي ماغنوس لبطل العالم ماغنوس كارلسن مؤخرًا تطبيق ماغنوس تراينر لنظامي التشغيل اندرويد واي أو اس.  يحتوي كونفيكتا على عدد كبير من تطبيقات التدريب مثل وخط الشطرنج الخاص به استنادًا إلى دروس كتبها الكسندر كالينين وميكسم بلوك.
يوجد أيضًا برامج للتعامل مع مسائل الشطرنج

## أجهزة الكمبيوتر ضد البشر
بعد تطبيق تقييم ألفا بيتا لتحسين الحركة في عام 1957، توقع فريق في جامعة كارنيجي ميلون أن الكمبيوتر سيهزم بطل العالم البشري بحلول عام 1967. لكنهم اغفلوا صعوبة تحديد الترتيب المناسب للحركات. عمل الباحثون على تحسين قدرة البرامج على تحديد الحركات الأمثل، ورغم ذلك كان معظم اساتذة الشطرنج في سبعينيات القرن الماضي، يعتقدون بأن أجهزة الكمبيوتر لن تتمكن قريبًا من منافستهم.
في عام 1968، قدم ديفيد ليفي رهانًا مشهورًا على أنه لن يتمكن أي جهاز كمبيوتر للشطرنج من هزيمته في غضون عشر سنوات، وفي عام 1976 كتب لاعب الشطرنج وأستاذ علم النفس إليوت هيرست من جامعة إنديانا أن «لن يتمكن الحاسوب الحالي من الفوز على لاعب محترف إلا إذا لعب هذا اللاعب خمسين نزالا في وقت واحد أو إذا ارتكب خطأ فادحا».
في أواخر سبعينيات القرن الماضي، بدأت برامج الشطرنج فجأة في هزيمة أفضل اللاعبين من البشر. في العام الذي اصدر فيه هيرست بيانه، أصبح الشطرنج 4.5 في جامعة نورث وسترن على مستوى الفئة ب في بطولة بول ماسون للشطرنج الأمريكي وصار أول حاسوب يفوز ببطولة شطرنج بشرية. ربح ليفي رهانه في عام 1978 بفوزه على الشطرنج 4.7، لكنه كان أول حاسوب يفوز في جولة على لاعب من الدرجة الأولى. في عام 1980، بدأ الحاسوب بيل في هزيمة اساتذة الشطرنج. وبحلول عام 1982، صُنِعَتْ خمسة حواسيب شطرنج اثنين منهم في مستوى اساتذة الشطرنج وثلاثة أضعف قليلاً.
فاجأ التحسن المفاجئ للحواسيب اللاعبين البشر، الذين لم يتوقعوا أن قدرة الحاسوب بيل على فحص 100000 موضع في الثانية -حوالي ثماني حركات من الوضعية الحالية- ستكون كافية. قدّر مبتكرو برنامج الحواسيب الصغيرة الناجح سارجون أن 90 ٪ من التحسن جاء من زيادة سرعة تقييم الحركة و10٪ فقط من التقييمات المحسنة. ذكرت مجلة نيو ساينتست في عام 1982 أن أجهزة الكمبيوتر "تلعب لعبة الشطرنج السريع بسرعة أكثر من التفكير" أي باختصار، تفوز أجهزة الكمبيوتر بشكل أساسي من خلال قدرتها على إيجاد واستغلال الأخطاء البشرية".
بحلول عام 1982، كان يمكن لبرامج الشطرنج في الحواسيب الصغيرة تقييم ما يصل إلى 1500 حركة في الثانية وكانت قوية مثل حواسيب الشطرنج المركزية قبل خمس سنوات، وكانت قادرة على هزيمة جميع اللاعبين متوسطي المستوى. ولكن عيبها كان أنها لم تكن قادرةً على تحديد الحركات التالية إلا بمقدار حركة أو اثنتين أكثر مما كانت عليه في بدايتها في منتصف السبعينيات، ؛ كتب نيو ساينتست أن التحسينات التي تبدو طفيفة «سمحت لنا بتجاوز عقبة نفسية، وبعد ذلك أصبح من الممكن الأستفادة بشكل كبير من الأخطاء البشرية».
أثناء مراجعة SPOC في عام 1984، كتبت بايت أن «أجهزة الكمبيوتر - الحواسيب الكبيرة، والحواسيب الصغيرة، والميكرو - تميل إلى لعب الشطرنج السريع والخاطف»، لكنها أشارت إلى تصريح روبرت بيرن حين قال «من الناحية التكتيكية، فهي أقل ارتكابا للأخطاء من اللاعب البشري العادي». وصفت المجلة SPOC بأنه «برنامج شطرنج حديث» لجهاز كمبيوتر IBM بمستوى لعب «مرتفع بشكل مدهش»، وقدرت تصنيف USCF بأنه 1700 (الفئة ب).
في بطولة أمريكا الشمالية للشطرنج للكمبيوتر عام 1982، توقع مونرو نيوبورن أن تصبح برامج الشطرنج قادرة على هزيمة بطل العالم في غضون خمس سنوات. مدير البطولة والماجستير الدولي مايكل فالفو توقع عشر سنوات. توقعت شركة سباركينس أن ذلك قد يحدث خلا خمسة عشر عاما؛ تنبأ كين طومسون بأكثر من 20 عاما؛ وتوقع آخرون أن ذلك لن يحدث أبدًا. الرأي الأكثر انتشارًا ذكر أنه سيحدث في حوالي عام 2000. في عام 1989، هزم الحاسوب ديب ثوت ليفي في مباراة استعراضية. ومع ذلك، كان ديب ثوت لا يزال أضعف بكثير من أن يهزم بطل العالم، كما أظهر ذلك بطل العالم آنذاك غاري كاسباروف في فوزين قويين في عام 1989. ولعب كاسباروف مباراة مهمة عام 1996 مع الحاسوب ديب بلو من IBM حيث خسر كاسباروف الجولة الأولى ولكنه فاز في ثلاث جولات وتعادل في اثنتين محققا فوزا مقنعا. وكانت هذه المباراة، هي المرة الأولى التي يخسر فيها بطل العالم حامل اللقب أمام حاسوب لجولة في ضوابط الوقت القياسية.
في مايو 1997، هزمت نسخة محدثة من ديب بلو كاسباروفِ، حيث فاز كاسباروف بالجولة الأولى وخسر بالثانية وتعادل بعدها ثلاث مرات ليخسر في الجولة الاخيرة.
أُنتِجَ فيلم وثائقي حول المواجهة في عام 2003 بعنوان Game Over: Kasparov and the Machine.(بالعربية: المباراة الخاسرة كاسباروف ضد المحرك) تحتفظ شركة IBM بموقع ويب للحدث.
مع زيادة قوة المعالجة ووظائف التقييم المحسّنة، بدأت برامج الشطرنج التي تعمل على محطات الحواسيب الشخصية المتاحة تجاريًا في منافسة أفضل لاعبي الشطرنج. في عام 1998، هزم الحاسوبRebel10 فيسواناثان أناند، الذي كان في ذلك الوقت يحتل المرتبة الثانية في العالم، بنتيجة 5-3. ومع ذلك، لم يتم لعب معظم الجولات في ضوابط الوقت القياسي. من أصل ثماني مباريات، كانت أربع مباريات خاطفة (خمس دقائق بالإضافة إلى تأخير خمس ثوان لكل حركة) فاز الحاسوب بنتيجة 3-1. وجولتان شبه خاطفتين (خمسة عشر دقيقة لكل جانب) فاز بها الحاسوب أيضًا بنتيجة (½1-½).ولُعِبت الجولتان الأخيرتان ضمن الوقت القياسي (أربعون حركة في ساعتين، موت مفاجئ ساعة واحدة)؛ وفاز أناند فيهما بنتيجة (½-½1). في الشطرنج السريع، لعبت أجهزة الكمبيوتر بشكل أفضل من البشر، ولكن في ضوابط الوقت القياسي - حيث يتم تحديد تصنيف اللاعب - لم تكن الميزة واضحة.
في أوائل العقد الأول من القرن الحادي والعشرين، تمكنت المحركات المتاحة تجاريًا مثل ديب جونيور وديب فريتز من إجراء مباريات ضد بطل العالم السابق غاري كاسباروف وبطل العالم الكلاسيكي فلاديمير كرامنيك.
في أكتوبر 2002، تنافس فلاديمير كرامنيك وديب فريتز في ثماني جولات في دولة البحرين، والتي انتهت بالتعادل. فاز كرامنيك باللجولتين الثانية والثالثة من خلال التكتيكات «التقليدية» المضادة للحاسوب - العب بشكل متحفظ للحصول على ميزة طويلة المدى لا يستطيع الحاسوب ملاحظتها. لكن فريتز فاز بالمباراة الخامسة بعد خطأ فادح من كرامنيك. وصف معلقو البطولة المباراة السادسة بـ «المذهلة». حاول كرامنيك، الذي كان في موقع أفضل في بداية المباراة الوسطى، التضحية بالقطعة لتحقيق هجوم تكتيكي قوي، وهي إستراتيجية معروفة بأنها محفوفة بالمخاطر للغاية ضد أجهزة الكمبيوتر التي تكون في أقوى حالاتها في الدفاع ضد مثل هذه الهجمات.وجد فريتز دفاعًا جيدا ونجح في التصدي لهجوم كرامنيك مما جعله في وضع سيء. استسلم كرامنيك بعد ذلك، معتقدًا أن المركز خاسر. ومع ذلك، أظهر التحليل البشري والحاسوبي بعد اللعبة أن برنامج فريتز لم يكن على الأرجح قادرًا على فرض الفوز وأن كرامنيك ضحى بشكل فعال في موقف التعادل. وأنتهت آخر مباراتين بالتعادل.
في يناير 2003، لعب غاري كاسباروف ضد جونيور، وهو برنامج كمبيوتر آخر للشطرنج، في مدينة نيويورك. انتهت المباراة بنتيجة 3-3.
في نوفمبر 2003، لعب غاري كاسباروف ضد فريتز مباراة من اربع جولات وانتهت بنتيجة 2–2.
في عام 2005، هزم الحاسوب هيدرا، وهو حاسوب مخصص للشطرنج مزود بأجهزة مخصصة وأربعة وستين معالجًا وفائزًا أيضًا في الدورة الرابعة عشرة IPCCC في عام 2005، على مايكل آدامز المصنف السابع بنتيجة ½5-½ في مباراة من ست مباريات.
في نوفمبر - ديسمبر 2006، لعب بطل العالم فلاديمير كرامنيك ضد ديب فريتز. هذه المرة فاز الحاسوب. انتهت المباراة بنتيجة 2-4، رغم أن كرامنيك كان قادرًا على عرض الكتاب الافتتاحي للحاسوب. في الجولات الخمس الأولى، قاد كرامنيك اللعبة إلى وضعية مثالية «مضادة للحاسوب». خسر مباراة واحدة (يطل على زميله في مباراة واحدة) وتعادل في الأربعة التالية. في المباراة النهائية، في محاولة للتعادل، لعب كرامنيك الدفاع الصقلي في موضع خاطئ وخسر الجولة.
كانت هناك تكهنات بأن الاهتمام بمنافسة الشطرنج بين الإنسان والحاسوب سينخفض بشدة نتيجة مباراة كرامنيك-ديب فريتز عام 2006. بحسب صحيفة نيو بورن 
أظهرت مباريات الشطرنج بين الإنسان والحاسوب أن أفضل أنظمة الشطرنج في الحاسوب قد تجاوزت أبطال الشطرنج البشري في أواخر التسعينيات. وعلى مدار الأربعين عامًا التي سبقت ذلك، كان الاتجاه السائد هو أن أفضل الآلات تربح حوالي 40 نقطة سنويًا في تصنيف Elo بينما يحصل أفضل البشر على نقطتين تقريبًا في السنة.
كان أعلى تصنيف حصل عليه الكمبيوتر في المنافسة البشرية هو تصنيف الحاسوب ديب ثوت البالغ 2551 نقطة. في عام 1988 لم يعد FIDE يقبل نتائج الإنسان والحاسوب في قوائم التصنيف الخاصة بهم. تم إنشاء تصانيف Elo المخصصة للآلات فقط لآلات التصنيف.
في عام 2016، صنفت جمعية الكمبيوتر السويدية للشطرنج برنامج الكمبيوتر كومودو 3361 نقطة.
تستمر محركات الشطرنج في التحسن. في عام 2009، وصلت محركات الشطرنج التي تعمل على أجهزة أبطأ إلى مستوى اساتذة الشطرنج. فاز هاتف محمول بدورة من الفئة 6 مع تقييم أداء 2898 نقطة: محرك الشطرنج Hiarcs 13 الذي يعمل داخل Pocket Fritz 4 على الهاتف المحمول HTC Touch HD فاز ببطولة Copa Mercosur في مدينة بوينس آيرس في الأرجنتين مع 9 انتصارات وتعادل واحد في 4 أغسطس 2009. يستطيع Pocket Fritz 4 توقع أقل من 20000 حركة في الثانية. هذا على عكس أجهزة الكمبيوتر العملاقة مثل ديب بلو التي تستطيع توقع 200 مليون حركة في الثانية.
الشطرنج المزدوج هو شكل من أشكال الشطرنج طوره كاسباروف في عام 1998 حيث يلعب الإنسان ضد إنسان آخر، وكلاهما لهما إمكانية الوصول إلى أجهزة الحاسوب لتعزيز قوتهما جادل كاسباروف أن اللاعب «المتقدم» الناتج هو أقوى من الإنسان أو الحاسوب لوحده، وقد ثبت ذلك في مناسبات عديدة، في أحداث الشطرنج الحرة.
يميل اللاعبون اليوم إلى التعامل مع محركات الشطرنج كأدوات تحليل بدلاً من التعامل معها كخصوم.
صرح رئيس الاتحاد العالمي للشطرنج أندرو سولتيس في عام 2016 أن «أجهزة الكمبيوتر جيدة جدًا» وأن بطل العالم ماغنوس كارلسن لن يلعب شطرنج الحاسوب لأنه «يعلم أنه سيخسر ولا يوجد شيء أكثر كآبة من الخسارة.»

## طرق الحاسوب
تعود بدايات الآلات التي تلعب الشطرنج إلى السنوات الأولى من القرن العشرين حيث كانت هناك بعض الآلات الميكانيكية التي كانت تلعب نهاية لعبة ملك ضد قلعة وبعض الآلات الكهربائية التي كانت تلعب ألعابًا أخرى مثل لعبة هيكس،
سعى العلماء والمنظرون إلى تطوير آلة قادرة على التعلم والتفكير وتطبيق ما تتعلمه مثل البشر، ونظرا لتعقيد لعبة الشطرنج، فقد كان صنع آلة تستطيع أن تلعبها أحد الاهداف الاساسية التي سعى اليها مطورو الذكاء الاصطناعي، بدءا من النصف الأخير من القرن العشرين صممت العديد من المخططات المختلفة للحواسيب لتكون قادرة على لعب الالعاب الذهنية مثل الشطرنج والداما.يمكن للاعب الشطرنج البشري تحديد الحركات الأفضل بشكل واضح والاستراتيجية المناسبة بغض النظر عن عدد الحركات اللازمة، ولكن يجب أن يكون الحاسوب منهجيًا في تحليله بحيث يعرض كل الحركات الممكنة من الوضعية الحالية واختيار أفضل حركة ممكنة.
يتفق معظم اللاعبين على أن توقع ما لا يقل عن خمس حركات للأمام (عشر مرات) عند الضرورة مطلوب للعب بشكل جيد.  تمنح قواعد البطولة العادية كل لاعب ثلاث دقائق في المتوسط لكل نقلة.  في المتوسط، هناك أكثر من 30 حركة قانونية لكل موضع شطرنج، لذلك يجب على الكمبيوتر فحص كوادريليون احتمالية للنظر إلى الأمام لعشر حركات (خمس حركات كاملة)؛  فإذا كان بأمكان الحاسوب فحص مليون إحتمالية في الثانية فإنه سيحتاج إلى أكثر من 30 عامًا.
كانت المحاولات الأولى لصنع حاسوب يلعب الشطرنج سبقت العصر الإلكتروني، لكن كان الكمبيوتر الرقمي للبرنامج المخزن هو ما أعطى مجالًا لحساب معقد إلى هذه الدرجة.  وضع كلود شانون، في عام 1949، مبادئ الذي اعتقد أن بإمكانها حل الشطرنج حسابيا. حيث تُمَثل اللعبة «كشجرة»، أو بنية بيانات رقمية من الخيارات (الفروع) المقابلة للحركات.  كانت عُقد الشجرة عبارة عن المواضع على اللوحة الناتجة عن خيارات النقل. ولكن كان واضحا منذ البداية استحالة تمثيل مباراة شطرنج كاملة في شجرة
يوجد ما معدله 36 حركة لكل موضع في الشطرنج وتستمر اللعبة المتوسطة حوالي 35 حركة حتى تنتهي بالأنسحاب ومن 60-80 حركة إذا انتهت بكش ملك مات أو ردب أو تعادل من نوع آخر.  هناك 400 إحتمالية ممكنة بعد النقلة الأولى لكل لاعب، وحوالي 200000 إحتمالية بعد النقلة الثانية لكل منهما، وحوالي 120 مليون إحتمالية بعد النقلة الثالثة لكل منهما.  لذلك اقترحت نظرة محدودة (بحث) في موضع معين، متبوعًا باستخدام المعرفة الخاصة بالمجال لتقييم المواقف النهائية الناتجة  سينتج عن ذلك وضع متوسط، بالنظر إلى التحركات الجيدة من كلا الجانبين، وسيُعلم تقييمه اللاعب بجودة أو سوء الحركات المختارة.  كانت عمليات البحث والمقارنة على الشجرة مناسبة تمامًا للحواسيب ؛  لم يكن من الممكن تمثيل معرفة الشطرنج الدقيقة في وظيفة التقييم كذلك.  عانت برامج الشطرنج المبكرة في كلا المجالين: البحث في الشجرة الضخمة يتطلب موارد حسابية تفوق بكثير تلك المتاحة، وما هي معرفة الشطرنج المفيدة وكيف سيتم تشفيرها مما اسستغرق عقودًا لاكتشافها.
نموذج تقييم مبكر يسمى تقييم الفا بيتا، وهو نظام يحدد عددا محددا من نتائج الشجرة والبحث عن أفضل خيار بين هذه الخيارات أدى هذا بطبيعة الحال إلى ما يشار إليه باسم «البحث الانتقائي»، وذلك باستخدام معرفة الشطرنج (الاستدلال) لاختيار بعض الحركات التي يفترض أنها جيدة من كل وضعية، وتقليم الآخرين وتجاهل باقي الحركات.ولكن كلما كثر عدد الحركات اللازمة كلما ظهر ضعف هذا النظام وقد لا تحدد جودة أو سوء الحركة للعديد من الحركات في اللعبة، لذلك غالبًا ما يؤدي البحث الانتقائي إلى تقليم أفضل حركة أو حركات.  تم إحراز تقدم ضئيل أو لم يتم إحراز أي تقدم على مدى السنوات الخمس والعشرين التالية التي سيطر عليها نموذج البحث الانتقائي.  كان أفضل برنامج تم إنتاجه خلال هذا الوقت هو ماك هاك بي إل في عام 1967 ؛ حيث كان يلعب الشطرنج على مستوى الهواة (فئة C على وفق تصنيف اتحاد الشطرنج الأمريكي).
في عام 1974، استخدم نموذج بحث آخر لأول مرة في برنامج جامعة نورث وسترن للشطرنج 4.0، وهو البديل الموصوف في ورقة شانون عام 1949، والذي يسمى بنظام (العرض الكامل أو «القوة الغاشمة»).  في هذا النهج، يتم البحث عن جميع الحركات الموجودة في وضعية معينة وتقييمها، لحركة أو حركتين لا أكثر.  اكتشفوا أن الوقت اللازم للبحث في جميع الحركات كان أقل بكثير من الوقت المطلوب لتطبيق الاستدلال المعرفي المكثف لاختيار عدد قليل منها فقط، كما أن فائدة عدم تجاهل الحركات الجيدة قبل الأوان أو عن غير قصد أدت إلى أداء أقوى بشكل كبير.
واجه مطورو برامج الحاسوب القادرة على لعب الشطرنج مشاكل متنوعة مثل:
واجهة المستخدم الرسومية (GUI) - كيف تدخل الحركات عليها من طرف الحاسوب وما هي طريقة إبلاغ المستخدم بها، وكيفية تسجيل النقلة، وكيفية ضبط عناصر التحكم في الوقت، واعتبارات الواجهة الأخرى
تقنيات البحث - كيفية تحديد الحركات الممكنة واختيار الحركات الأفضل من موضع معين ؛
تقييم الورقة - كيفية تقييم قيمة مركز اللوحة، إذا لم يتم إجراء بحث من هذا الموضع.
واجهة المستخدم الرسومية
تدعم برامج الشطرنج الحاسوبية عادة عددًا من المعايير الواقعية الشائعة.  يمكن لجميع برامج اليوم تقريبًا قراءة وكتابة حركات اللعبة على أنها تدوين الألعاب المحمولة (PGN)، ويمكنها قراءة وتدوين الوضعيات المختلفة غالبًا ما تفهم برامج الشطرنج الأقدم تدوينًا جبريًا طويلًا فقط، لكن المستخدمين اليوم يتوقعون أن تفهم برامج الشطرنج تدوين الشطرنج القياسي.
منذ أواخر التسعينيات، بدأ المبرمجون في تطوير محركات منفصلة (بواجهة سطر أوامر تحسب الحركات الأقوى في الموضع) أو واجهة المستخدم الرسومية (GUI) التي تزود اللاعب بلوحة شطرنج يمكنهم رؤيتها وقطعه التي يمكن نقلها بنقرة اصبع.  تنقل المحركات تحركاتها إلى واجهة المستخدم الرسومية باستخدام بروتوكول مثل بروتوكول اتصال محرك الشطرنج (CECP) أو واجهة الشطرنج العالمية (UCI).  من خلال تقسيم برامج الشطرنج إلى هاتين القطعتين، يمكن للمطورين برمجة واجهة الحاسوب لوحدها، أو المحرك لوحده، دون الحاجة إلى برمجة كلا الجزأين معا.
يجب على المطورين أن يقرروا ما إذا كانوا يريدون تزويد المحرك بتعليمات عن الأفتتاحيات أو قواعد نهاية اللعبة أو ترك ذلك لواجهة المستخدم الرسومية.
لوحة التحكم
تعتبر بنية البيانات المستخدمة لتمثيل كل موقع في الشطرنج أداة لفهم الحركة وتقييم الموقع، تتضمن اماكن خزن البيانات القطع المخزنة في («الذاكرة»)، ومواضع القطع المخزنة في قائمة («قائمة القطع»)، ومجموعات مجموعات دراسة حركات القطع («لوحات البت»)، بالأضافة إلى اماكن لتخزين حركات المباراة طويل المدى.
تقنيات البحث
تعتبر برامج الشطرنج الحاسوبية حركات الشطرنج بمثابة تفرعات لشجرة اللعبة الاساسية.  من الناحية النظرية، يجب عليها أن تفحص جميع الحركات، ثم كل الحركات التي يمكن أن يقوم بها الخصم للتصدي لتلك الحركات، ثم كل الحركات التي تصد الحركات التي سيتحركها الخصم، وهكذا، حيث يُطلق على كل حركة فردية يقوم بها لاعب ب «الطية».  يستمر هذا التقييم حتى حد أقصى معين لعمق البحث أو يحدد البرنامج أنه قد وصل إلى موضع نهائي مثل كش مات.  في كل حركة يحدد الحاسوب أفضل نقلة ممكنة للاعب ؛  يحاول كلا اللاعبين جعل الوضعية أفضل بالنسبة له. مما يؤدي إلى التوصل إلى عقدة طرفية معينة يمثل تقييمها القيمة التي تم البحث عنها للموضع.  يتم دعم قيمته إلى الجذر، ويصبح هذا التقييم تقييمًا للموقف على اللوحة.  عملية البحث هذه تسمى «مينيكس».
لا يمكن للتطبيق السالك لهذا النهج إلا البحث في لعدد حركات قليل في فترة زمنية عملية، لذلك تم ابتكار طرق مختلفة لتسريع البحث عن حركات جيدة بشكل كبير.
كانت الورقة الأولى عن هذا الموضوع بقلم كلود شانون عام 1950.  لقد توقعت استراتيجيتي البحث الرئيسيتين المحتمل استخدامهما، والتي أطلق عليها «النوع أ» و «النوع ب»، قبل أن يقوم أي شخص ببرمجة جهاز كمبيوتر للعب الشطرنج.
تستخدم برامج النوع أ نهج «القوة الغاشمة»، حيث تقوم بفحص كل موضع ممكن لعدد ثابت من الحركات باستخدام خوارزمية مينيكس.  اعتقد شانون أن هذا سيكون غير عملي لسببين.
أولاً، مع وجود ما يقرب من ثلاثين حركة ممكنة في وضع نموذجي من الحياة الواقعية، توقع أن يستغرق البحث في المواضع الـ 109 تقريبًا المتضمنة في البحث عن ثلاث حركات للأمام لكلا الجانبين (ستة حركات) حوالي ستة عشر دقيقة، حتى في الحالة «المتفائلة جدًا» بحيث أن حاسوب الشطرنج قادر على تقييم مليون موقع كل ثانية.  (استغرق الأمر حوالي أربعين عامًا لتحقيق هذه السرعة).
ثانيًا، تجاهل مشكلة السكون، محاولًا فقط تقييم مركز يقع في نهاية تبادل القطع أو تسلسل مهم آخر من الحركات («الخطوط»).  فقد توقع أن تكييف النوع أ للتعامل مع هذا سيزيد بشكل كبير من عدد الوظائف التي يجب النظر إليها وسيبطئ البرنامج أكثر.
بدلاً من إهدار قوة المعالجة في فحص التحركات السيئة أو التافهة، اقترح شانون أن برامج «النوع ب» ستستخدم تحسينين:
توظيف بحث هادئ.
انظر فقط إلى عدد قليل من الحركات الجيدة لكل مركز.
سيمكنهم هذا من النظر إلى الأمام («أعمق») في أهم الأحتمالات في وقت معقول.
لقد أثبت اختبار الزمن أن النوع أ هو الأفضل،  تستخدم جميع البرامج الحديثة بحثًا عن السكون الطرفي قبل تقييم الوظائف.  بينما فشل النوع ب (الذي يسمى اليوم بالتقييم الأمامي) لصالح امتدادات البحث.
أجرى أدريان دي جروت مقابلات مع عدد من لاعبي الشطرنج من مستويات متفاوتة، واستنتج أن كلا من الأساتذة والمبتدئين يقيمون حوالي أربعين إلى خمسين حركة مختلفة قبل أن يقرروا أي خطوة يلعبونها.  ما يجعل اللاعبين ذوي الخبرة أفضل بكثير من غيرهم هو أنهم يستخدمون مهاراتاهم للتعرف على الأنماط المبنية على التجربة بناء على الحركات التي اتخذوها أو اتخذها خصومهم في مواقف مشابهة، وهذا يمكّنهم من فحص بعض الأحتمالات بعمق أكبر من غيرها من خلال عدم التفكير ببساطة في الحركات التي يمكنهم افتراض أنها سيئة مقدما.
المزيد من الأدلة على ذلك هو الطريقة التي يجد بها اللاعبون الجيدون أنه من الأسهل تذكر المواقف من مباريات الشطرنج الحقيقية، وتقسيمها إلى عدد صغير من المواضع الفرعية التي يمكن التعرف عليها، بدلاً من الترتيبات العشوائية تمامًا من نفس القطع.  في المقابل، يتمتع اللاعبون متوسطو المستوى بنفس مستوى الاستدعاء لكليهما.
تكمن مشكلة النوع ب في أنه يعتمد على قدرة البرنامج على تحديد الحركات الجيدة بما يكفي لتكون جديرة بالاهتمام (`` معقولة '') في أي موضع معين، وقد ثبت أن تمييز هذه الحركات أصعب بكثير من أن تكون اسرع مت عمليات بحث مع الأجهزة المتفوقة وتقنيات امتداد البحث.
فازت برامج البحث الكامل للعرض («القوة الغاشمة») لسبب بسيط هو أن برامجهم لعبت شطرنج بشكل أفضل.  لم تحاول مثل هذه البرامج تقليد عمليات التفكير البشري، ولكنها اعتمدت على عمليات البحث الكاملة مثل تقييك ألفا بيتا.  تضمنت معظم هذه البرامج (بما في ذلك جميع البرامج الحديثة اليوم) أيضًا جزءًا انتقائيًا محدودًا إلى حد ما من البحث استنادًا إلى عمليات البحث عن الربح، وعادةً ما تكون الامتدادات والتقييمات (خاصة تقييم الحركة الفارغة من التسعينيات وما بعده) والتي تم تشغيلها بناءً على شروط معينة في محاولة للتخلص من الحركات السيئة الواضحة (تحركات التاريخ) أو تقليلها أو للتحقق من النتائج المثيرة للاهتمام (مثل القيام بكش، البيادق المارة في المرتبة السابعة، إلخ)  ومع ذلك، يجب استخدام مشغلات التمديد والتقييم بعناية فائقة.  على المدى الطويل ولا تزال البرامج تهدر الكثير من الوقت في النظر إلى المواقف غير المهمة. ولكن إذا تم تقييم الكثير من الحركات، فهناك خطر استبعاد الحركات المثيرة للاهتمام.  تختلف برامج الشطرنج من حيث طريقو وأنواع وقواعد التقييم والتمديد المدرجة وكذلك في وظيفة التقييم.  يُعتقد أن بعض البرامج أكثر انتقائية من غيرها (على سبيل المثال، كان من المعروف أن ديب بلو أقل انتقائية من معظم البرامج التجارية لأنه كان قادرا على القيام بمزيد من عمليات البحث الكاملة بالعرض الكامل)، ولكن جميعها لديها بحث أساسي كامل العرض كأساس وتحتوي جميعها على بعض المكونات الانتقائية (Q-search، التقليم / الامتدادات).
على الرغم من أن مثل هذه الإضافات تعني أن البرنامج لم يفحص حقًا كل عقدة ضمن عمق البحث الخاص به (لذلك لن تكون قوة غاشمة حقًا بهذا المعنى)، فقد وُجد أن الأخطاء النادرة الناتجة عن عمليات البحث الانتقائية هذه تستحق الوقت الإضافي الذي وفره لأنه يمكنه من البحث بشكل أعمق.  بهذه الطريقة يمكن لبرامج الشطرنج الحصول على أفضل الحركات في وقت اقل.
التحسينات الأخرى
يمكن استخدام العديد من التحسينات الأخرى لجعل برامج الشطرنج أقوى.  على سبيل المثال، تُستخدم جداول الذاكرة لتسجيل الوضعيات التي تم تقييمها مسبقًا، لحفظ إعادة حسابها.  تسجل جداول التفنيد التحركات الرئيسية التي تلغي الحركات التي تبدو أنها جيدة للوهلة الأولى ؛  عادة ما يتم تجربتها أولاً في مواقف مختلفة (حيث من المحتمل أن تدحض الحركة التي تدحض موقفًا آخر).  العيب هو أن جداول الذاكرة في في منتصف اللعب يمكن أن تصبح كبيرة جدًا - عشرات إلى مئات الملايين من الإدخالات.  جدول الذاكرة في الحاسوب ديب بلو لشركة IBM في عام 1996، على سبيل المثال كان يحتوي على 500 مليون إدخال.  يمكن أن تؤدي جداول الذاكرة الصغيرة جدًا إلى قضاء وقت أطول في البحث عن إدخالات غير موجودة مقارنة بالوقت الذي يوفر بواسطة الإدخالات الموجودة.  تستخدم العديد من محركات الشطرنج التأمل والبحث عن مستويات أعمق في وقت الخصم، مثل البشر، لزيادة قوة لعبهم.
تستخدم برامج الشطرنج الحديثة عادةً مجموعة متنوعة من الامتدادات والتخفيضات المستقلة عن المجال، هذا على عكس البحث الانتقائي أو التقييم الأمامي للعصر المبكر: يتم البحث عن جميع الحركات إلى حد ما ؛  يتم تقييم العقد فقط على أساس ما تم العثور عليه، وليس بشكل استباقي من خلال تطبيق معرفة الشطرنج الخاصة بالمجال.
بالطبع، يمكن للأجهزة الأسرع والذاكرة الإضافية تحسين قوة لعب برنامج الشطرنج.  يمكن أن تحسن محركات البحث ذات مؤشرات الترابط العالية الأداء بشكل متواضع إذا كان البرنامج يعمل على محرك بحث واحد أو على عدد صغير من المحركات.  تم تصميم معظم البرامج الحديثة للاستفادة من المحركات المتعددة لإجراء بحث متوازي.  تم تصميم البرامج الأخرى للتشغيل على جهاز حاسوب للأغراض العامة وتخصيص توليد الحركة أو البحث الموازي أو التقييم للمعالجات المخصصة أو المعالجات المشتركة المتخصصة.
سرعة المعالج
في سبعينيات القرن الماضي، كانت معظم برامج الشطرنج تعمل على أجهزة حاسوب عملاقة
مما يشير إلى أنه خلال فترة تطور شطرنج الحاسوب، كانت قوة المعالجة هي العامل المحدد في الأداء.  كافحت معظم برامج الشطرنج للبحث على عمق أكبر من 3 طحركات.  لم تظهر العلاقة بين سرعة المعالج والمعرفة المشفرة في وظيفة التقييم إلا بعد ظهور آلات الشطرنج للأجهزة في الثمانينيات.
تشير التقديرات إلى أن مضاعفة سرعة معالج الحاسوب تكسب ما يقرب من خمسين إلى سبعين نقطة من نقاط Elo في قوة اللعب
التقييم
بالنسبة لمعظم أوضاع الشطرنج، لا يمكن لأجهزة الكمبيوتر الوصول إلى جميع الوضعيات النهائية الممكنة.  بدلاً من ذلك، يجب عليهم النظر إلى الأمام لبضع حركات ومقارنة الوضعيات الناتجة مع بعضها البعض، تسمى الخوارزمية التي تقيم النتائج ب «وظيفة التقييم»، وغالبًا ما تختلف هذه الخوارزميات اختلافًا كبيرًا بين برامج الشطرنج المختلفة.
تقوم وظائف التقييم عادةً بتقييم المواقف في مئات من المواضع المختلفة، والنظر في قيمة الفائدة إلى جانب العوامل الأخرى التي تؤثر على قوة كل جانب.  عند عد قيم القطع لكل جانب، تكون القيم النموذجية للقطع هي نقطة واحدة للبيدق، و 3 نقاط للحصان والفيل، و 5 نقاط للقلعة، و 9 نقاط للملكة.  يُعطى الملك أحيانًا قيمة عالية عشوائية مثل 200 نقطة (ورقة شانون) للتأكد من أن تنفيذ كش مات يفوق كل العوامل الأخرى..
بالإضافة إلى نقاط القطع، تأخذ معظم وظائف التقييم العديد من العوامل في الاعتبار، مثل هيكلة البيادق، وحقيقة أن زوج الفيلة عادةً ما يكون له قيمة أكبر في نهاية اللعبة، والقطع المركزية أكثر قيمة، وما إلى ذلك.  عادة ما يتم النظر في حماية الملوك، وكذلك مرحلة اللعبة الافتتاح أو الوسط أو نهاية اللعبة
ناتج وظيفة التقييم هو عدد قياسي واحد، بناء على عدد بيادق أو وحدات أخرى، وهو مجموع مرجح للعوامل المختلفة الموضحة.  يُفترض أن يمثل التقييم أو يقارب قيمة الشجرة الفرعية أسفل العقدة التي تم تقييمها كما لو كان قد تم البحث عنها حتى النهاية، أي  نهاية اللعبة.  أثناء البحث، تتم مقارنة التقييم مع تقييمات الحركات الأخرى، مما يؤدي إلى استبعاد العقد التي تمثل حركات سيئة أو رديئة لأي من الجانبين، للحصول على عقدة والتي من خلال التقارب، تمثل قيمة الموضع مع أفضل لعب من كلا الجانبين.
لا يوجد إطار تحليلي أو نظري لما يجب أن تحتويه وظيفة التقييم.  كما أنها ليست مخصصة تمامًا.  تتكتل العشرات إلى المئات من العوامل الفردية في شكل ثابت.

## نهايات اللعب
لطالما كان من الصعب على برامج الشطرنج اللعب الفوز في نهايات اللعب، بسبب عدد الخطوات اللازم البحث فيها.  لم تتمكن بعض برامج الشطرنج التي تلعب على مستوى اساتذة الشطرنج من الفوز في وضعيات حتى للاعبو البشريين المتوسطين كانوا قادرين على أن يفرضوا الفوز فيها.
لحل هذه المشكلة، تم استخدام أجهزة الحاسوب لتحليل بعض أوضاع نهاية لعبة الشطرنج بالكامل، بدءًا بوضعية ملك وبيدق ضد ملك.  أُنشِئَت قواعد نهاية اللعبة هذه مسبقًا باستخدام التحليل الرجعي، بدءًا من المواضع التي تُعرف فيها النتيجة النهائية (على سبيل المثال، حيث يرقي أحد الجانبين بيدقه) والعودة في الحركات إلى الخلف لمعرفة ما هي الحركات التي تؤدي إلى هذه الوضعية. كان كين طومسون رائدًا في هذا المجال.
أبدعت بعض حواسيب الشطرنج في هذا المجال ففي عام 1977، استخدمت آلة شطرنج بيلي من طومسون قاعدة نهاية اللعبة لملك وقلعة ضد ملك وملكة وتمكنت من تأخير الأماتة لعدد كبير من الحركات.  على الرغم من عدم اتباعها للإستراتيجية المعتادة لتأخير الهزيمة بإبقاء الملك المدافع والقلعة قريبين من بعضهما البعض لأطول فترة ممكنة.  عندما طُلب منه شرح الأسباب الكامنة وراء بعض تحركات البرنامج، لم يكن طومسون قادرًا على فعل ذلك بعد أن قال أن قاعدة بيانات البرنامج أعادت ببساطة أفضل الحركات.
رفض معظم كبار الأساتذة اللعب ضد الحاسوب في نهاية لعبة الملكة مقابل القلعة، لكن والتر براون قبل التحدي.  وضعت الملكة والقلعة في وضعية يمكن للملكة أن تفوز فيها بثلاثين حركة، مع لعب مثالي.  سُمح بلعب خمسين حركة على الأكثر، وإلا فسيتم المطالبة بالتعادل بموجب قاعدة الخمسين نقلة.  بعد خمسة وأربعين نقلة، وافق براون على التعادل، حيث لم يكن قادرًا على تنفيذ الإماتة أو أخذ القلعة خلال الحركات الخمس التالية.  في الوضعية النهائية، كان براون لا يزال بعيدًا عن الإماتة بسبع عشرة نقلة، لكنه لم يكن بعيدًا عن أخذ القلعة.  درس براون نهاية اللعبة جيدا، وواجه الحاسوب مرة أخرى بعد أسبوع في وضعية أخرى يمكن للملكة أن تفوز فيه بثلاثين حركة.  هذه المرة، استطاع أخذ الرخ في الحركة الخمسين، مما منحه مركزًا رابحًا سهل عليه الفوز بالمباراة.
في الوضعيات الأخرى، التي كان يُعتقد منذ فترة طويلة أن الفوز فيها سهل، تبين أنها تتطلب حركات أكثر مما تسمح به قاعدة الخمسين حركة لتنفيذ الإماتة إذا لعب الخصم الخطوات المثالية.  نتيجة لذلك، تم تغيير قواعد الاتحاد الدولي للشطرنج لعدة سنوات لتوسيع عدد الحركات المسموح بها في هذه النهايات.  بعد فترة، عادت القاعدة إلى خمسين حركة في جميع المواضع بسبب اكتشاف المزيد من هذه الوضعيات، مما زاد من تعقيد القاعدة، ولم يحدث فرقا في الأداء البشري، حيث لم يتمكنوا قط من لعب الوضعيات بشكل مثالي.
على مر السنين، تم إصدار تنسيقات قواعد بيانات نهاية اللعبة الأخرى بما في ذلك إدوارد تابلبيس وقاعدة بيانات كونينج ووجدول ناميبوب التي تستخدمها العديد من برامج الشطرنج مثل ريبكا وشريدر وفريتز.  تتوفر تحليلات لجميع الوضعيات التي تحوي ست قطع أو اقل.   حلل مارك بورزوتشكي وياكوف كونوفال بعض نهايات اللعب التي تحتوي على سبعة قطع بواسطة مارك بورزوتشكي وياكوف كونوفال.  أكمل المبرمجون الذين يستخدمون أجهزة الكمبيوتر العملاقة لومونوسوف في موسكو تحليل جميع نهايات اللعب التيتحتوي على سبع قطع أو أقل (استبعدت وضعيات نهاية اللعبة التي تكون النتيجة واضحة فيها، مثل ستة قطع بيضاء مقابل ملك أسود وحيد).  في جميع قواعد بيانات نهاية اللعبة هذه، يُفترض أن التبييت لم يعد ممكنًا.
لا تأخذ العديد من قواعد نهايات اللعب في الاعتبار قاعدة الخمسين نقلة، والتي بموجبها يمكن اعتبار اللعبة التي تمر فيها خمسون نقلة بدون أسر قطعة أو تحريك بيدق تعادلا إذا طالب بها أي لاعب.  ينتج عن هذا أن بعض النتائج تصبح تعادلا بسبب هذه القاعدة مثل
أحد أسباب ذلك هو أنه إذا تم تغيير قواعد الشطرنج مرة أخرى، وإعطاء المزيد من الوقت للفوز بمثل هذه المراكز، فلن يكون من الضروري تجديد جميعال قواعد.  كما أنه من السهل جدًا على البرنامج الذي يستخدم قواعد الجدول أن يلاحظ ويأخذ في الاعتبار هذه `الميزة '، وعلى أي حال، إذا كان البرنامج يستخدم قاعدة لنهاية اللعبة، سيختار الخطوات التي تؤدي إلى أسرع فوز (حتى لو كان في الحركة الخمسين) -حرك القاعدة مع اللعب المثالي).  إذا كنت تلعب مع برنامج لا يستخدم قاعدة الطاولة، فإن هذا الاختيار سيعطي فرصًا جيدة للفوز في غضون خمسين حركة.
تشغل قواعد نيلموب، التي تستخدم تقنيات ضغط حديثة، 7.05 جيجابايت من مساحة القرص الصلب لجميع النهايات المكونة من خمس قطع.  لتغطية جميع النهايات المكونة من ست قطع يتطلب 1.2 تيرابايت تقريبًا.  تشير التقديرات إلى أن قاعدة الطاولة المكونة من سبع قطع تتطلب ما بين 50 و 200 تيرابايت من مساحة التخزين.
ظهرت قواعد بيانات نهاية اللعب بشكل بارز في عام 1999، عندما لعب كاسباروف مباراة استعراضية على الإنترنت ضد بقية العالم.  تم الوصول إلى نهاية اللعبة المكونة من سبع قطع للملكة والبيدق مع قتال الفريق العالمي لإنقاذ التعادل.  ساعد يوجين ناليموف من خلال إنشاء قاعدة تنتهي بستة قطع حيث كان للجانبين ملكات والتي تم استخدامها بكثافة للمساعدة في التحليل من كلا الجانبين.

## الأفتتاحيات
تمتلك بعض محركات الشطرنج كتاب لقواعد الافتتاحيات مخزن في قاعدة بيانات القرص لتوفير الوقت، مثل البشر، وكذلك لتحديد الاختلافات القوية بين الحالات المختلفة كما أوضحها المحترفون،  تغطي كتب الافتتاح التحركات الافتتاحية للعبة إلى عمق متغير، اعتمادًا نوع الحركات التي سيلعبها الخصم، ولكن عادةً ما تكون قادرة على تحديد أول 10-12 حركة (20-24 طبقة).  نظرًا لأن الافتتاحيات قد تمت دراستها بعمق من قبل الأساتذة لعدة قرون، وبعضها معروف جيدًا في اللعبة الوسطى، فإن تقييمات الاختلافات المحددة من قبل الأساتذة ستكون عادةً أعلى من الاستدلال العام للبرنامج.
بينما في وقت ما، قد يكون لعب حركة خارج الأفتتاحية من أجل جعا برنامج الشطرنج على يقرر الحركو بنفسه إستراتيجية فعالة لللاعب لأن كتب الشطرنج الافتتاحية كانت انتقائية لأسلوب لعب البرنامج، وكانت البرامج بها نقاط ضعف ملحوظة مقارنة بالبشر، لم يعد هذا صحيحًا اليوم. من المرجح أن تكون الكتب الافتتاحية المخزنة في قواعد بيانات الحاسوب أكثر شمولاً بكثير حتى من أفضل البشر الجاهزين، وقد يؤدي لعب خطوة مبكرة خارج الأفتتاحية إلى العثور على الحاسوب غير المعتاد تتحرك في كتابها وتثقل على الخصم بعيب حاد.  حتى لو لم يحدث ذلك، فقد يكون اللعب خارج الأفتتاحية أفضل بكثير لبرامج الشطرنج الحادة من الناحية التكتيكية مقارنة بالبشر الذين يتعين عليهم اكتشاف حركات قوية في شكل غير مألوف على اللوحة.

## التاريخ
ما قبل الحاسوب الرقمي
تعود فكرة إنشاء آلة قادرة على لعب الشطرنج إلى القرن الثامن عشر.  زهاء عام 1769، وحيث لاقت لعبة الشطرنج الآلية الزائفة المسماة ذي ترك، شعبية كبيرة قبل أن يثبت أنها مجرد خدعة. كانت الاجدريستا في عام 1912 من أول تجارب أليات الشطرنج، حيث كانت قادرة على تنفيذ الإماتة في نهاية لعب ملك وقلعة ضد ملك، ولكنها كانت معقدة للغاية ومحدودة الإمكانيات فلم يكن ممكنا الأعتماد عليها للعب مباريات شطرنج كاملة.  واستمر هذا الضعف في آلات الشطرنج الميكانيكية حتى ظهور الحاسوب الرقمي في خمسينيات القرن الماضي.
العصر المبكر للحواسيب:
منذ الخمسينيات، حاول بعض لاعبي الشطرنج ومهندسي الحواسيب بمستويات متباينة من النجاح بناء آلات أو برامج تلعب الشطرنج.ولكن لم تلاقي فكرة حواسيب الشطرنج أهتمام لاعبي الشطرنج الكبار آنذاك، كان ميخائيل بوتفينيك بطل العالم للشطرنج من اساتذة الشطرنج القلائل الذين بذلوا جهودا من أجل مشروع حاسوب الشطرنج، حيث كتب العديد من الأعمال حول هذا الموضوع. كما حصل على درجة الدكتوراه في الهندسة الكهربائية. بسبب عمله على الحواسيب القديمة المتوفرة في الاتحاد السوفيتي في أوائل الستينيات،  في ذلك الوقت، كانت أقوى أجهزة الحاسوب فقط هي التي تستطيع البحث حتى الحركة الثالثة، ولم يكن بوتفينك يملكها حتى.  في عام 1965، كان بوتفينيك مستشارًا لفريق ITEP في مباراة شطرنج بين الولايات المتحدة والاتحاد السوفيتي مما منحه فرصة الإطلاع على هذه الحواسيب.
العصر الوسيط:
بدأ فريق جامعة نورث وسترن، المتخصص في برامج الشطرنج العمل على بعض حواسيب الشطرنج التي استطاعت الفوز بأول ثلاث بطولات لشطرنج الحاسوب ACM (1970-72)، في عام 1973. قاموا بإنتاج حاسوب جديد اسموه بالشطرنج 4.0، وحقق هذا الحاسوب المركز الثاني في بطولتي عام 1974 -1973، ثم عاد ليفوز بالبطولة مرة أخرى في أعوام 1975 و 1976 و 1977 بفضل سرعته في تقييم الحركات ولكنه لم يكن قادرا على تمييز الحركات الجيدة ولذلك فقد كان مضطرا إلى فحص جميع الحركات في الوضعية الحالية.
كان الشطرنج 4.0 أول حاسوب يتبع هذا النهج والذي لا تزال جميع البرامج الحديثة تتبعه والذي أطلق عليه حديثا أسم «القوة الغاشمة».
ظهور محركات الشطرنج
في عام 1978، ظهر أول محرك شطرنج وكان أسمه بيلي من إنتاج كيم توسون، ودخل بطولة أمريكا الشمالية لشطرنج الحاسوب وفاز فيها بعد أن استطاع هزيمة الشطرنج 4.7 من إنتاج جامعة نورث وسترن التي كانت المهيمنة على شطرنج الحاسوبي في الفترة السابقة.
العصر الحديث:
أدت التطورات التكنولوجية على الحواسيب من تصغير الحجم وزيادة قوة المعالجة إلى جعل الحواسيب التي تتبع نهج القوة الغاشمة أكثر قوة مما كانت عليه في السنوات السابقة. وصار واضحا أن حاسوبا قويا للغاية مع بعض الخطط التكتيكية وبعض المعرفة المحدودة بقوانين اللعبة لأجل تقييم الحركات السيئة قادر على مقارعة أفضل لاعبي الشطرنج في العالم.وأن الحواسيب في حساب كافة الحركات أفضل منها في تقليد البشر. حيث استطاع ديب بلو، آلة قوة غاشمة قادرة على فحص 500 مليون عقدة في الثانية هزيمة بطل العالم غاري كاسباروف في عام 1997، وهي المرة الأولى التي يهزم فيها جهاز حاسوب بطل العالم في الشطرنج في الوقت القياسي.
وفي عام 2016، طلبت وكالة NPR من الخبراء وصف أسلوب لعب محركات الشطرنج الحاسوبية. 
ذكر موراي كامبل من شركة آي بي إم أن «أجهزة الحاسوب لا تفكر... وأنها تلعب ما تعتقد أنها أفضل حركة في أفضل في الوضع، حتى لو كانت سيئة»  ذكرا سوزان بولجار أن أجهزة الحاسوب تتراجع عن حركاتها أكثر من البشر.
أفكار مستقبلية
يستخدم برنامج ألفازيرو نوعًا مختلفًا من البحث عن شجرة مونت كارلو. قال مطورو هذا البرنامج، "يمكننا القول أن البرامج القديمة قد صممت باستخدام خوارزميات (الشطرنج) بناءً على فهم مطوريها الخاص (ديب بلو) كان مجرد آلة غبية -. اما ألفازيرز فقد صمم وفق خبرة ومشورة كبار أساتذة الشطرنج.